# 리세 피엘스타
리세 피엘스타(노르웨이어: Lise Fjeldstad, 1939년 6월 17일 ~ )는 노르웨이의 배우이다. 지휘자 외이빈 피엘스타의 딸이다.

## 참여 작품
- 기아 (영화)
- 인형의 집 (희곡)